# Il seme cattivo
Il seme cattivo (The Bad Seed) è un romanzo di William March scritto nel 1954, vincitore del National Book Award per la narrativa nel 1955. Fu l'ultima opera narrativa di March, e, benché pubblicata mentre l'autore era ancora in vita, il suo grande successo critico e commerciale si realizzò in gran parte dopo la sua morte dello scrittore, avvenuta appena un mese dopo la pubblicazione. Il romanzo fu trasposto in uno spettacolo teatrale di successo a Broadway ad opera di Maxwell Anderson e in un film del 1956 diretto da Mervyn LeRoy (nell'edizione italiana Il giglio nero), plurinominato per gli Academy Award. 
Il romanzo fu poi ristampato e pubblicato con il titolo I semi del male.

## Trama
Rhoda, una graziosa bimba di otto anni dagli occhi e capelli castani disposti in due lunghe treccine, è l'unica figlia di Kenneth Penmark, un rampante manager, e di sua moglie Christine, una bellissima donna bionda proveniente dalla East coast. Kenneth Penmark va in Sudamerica per affari, lasciando Christine e Rhoda a casa; sarà via tutta l'estate. La piccola, molto irritata per non aver vinto una medaglia scolastica in ortografia, ha dei primi scontri col giardiniere, un tipo poco raccomandabile di nome Leroy Jussup. Christine accompagna, assieme alla loro padrona di casa, Monica Breedlove, assai affezionata a Rhoda, la sua bambina al luogo in cui ella prenderà il pullman per la tradizionale scampagnata di fine anno organizzata dalla sua scuola elementare.  Mentre si trovano a casa e, con i vicini, discutono di psicoanalisi (la padrona di casa è infatti appassionata di questa disciplina, essendo stata molti anni prima fra le pazienti di Sigmund Freud), il discorso cade sui serial killer; Christine è molto inquietata da questo argomento, e la padrona di casa si fa raccontare i suoi sogni, ritenendo ci sia una qualche repressione infantile alla base delle sue paure. Christine afferma che, talvolta, le sembra che suo padre (un famoso corrispondente di guerra, deceduto diversi anni prima) non sia il suo vero padre. Dopo un po', la radio, che avevano acceso per ascoltare le previsioni meteorologiche, dà notizia di un gravissimo incidente avvenuto al campeggio: un bambino è caduto nel lago ed è annegato; sulle sue mani e sulla sua testa vengono rinvenuti strani segni. Al ritorno, Christine si stupisce della calma con la quale Rhoda reagisce all'avvenimento; trova inoltre doveroso far visita alla madre del bambino morto, che le rivela di non essere stata capace di rinvenire sul cadavere la medaglia di ortografia che suo figlio aveva vinto pochi giorni prima. Dai colloqui con la preside della scuola apprende inoltre che sua figlia, benché avesse ottimi voti in tutte le materie, ha sempre avuto gravi difficoltà a relazionarsi con i suoi coetanei, al punto che prendono in considerazione l'eventualità di non riammetterla nell'istituto. Un custode, inoltre, giura di aver visto una bambina dal vestito rosso e le treccine allontanarsi dal moletto ove è avvenuta la tragedia, poco dopo la morte del piccolo. Le insegnanti suppongono quindi che Rhoda sappia qualche particolare sull'incidente che si è rifiutata di rivelare.